# Ingøya
Ingøy est une île située soixante kilomètres à l'ouest du cap Nord, dans la municipalité norvégienne de Måsøy, appartenant au comté de Finnmark.

## Géographie
Ingøya a une superficie totale de 18,1 km².
Le point culminant de l'île est Mafjordfjell.
L'île compte environ vingt-cinq habitants. La population de Ingøya est constituée de Norvégiens, mais dans l'ancien temps[Lequel ?] y étaient stationnés des baleiniers. Un village de pêcheurs et des fonctionnaires danois y étaient établis. On peut donc dire que la population est d'origine diverse.

## Économie
Aujourd'hui, la plupart des Norvégiens d'Ingø, vivent de la pêche.
Depuis 2000 l'antenne de transmission d'Ingøy est la plus haute structure de Scandinavie avec 362 mètres de haut. 
Le Phare de Fruholmen est situé sur l'île.